# Carlo Muscetta
Carlo Muscetta (Avellino, 22 agosto 1912 – Aci Trezza, 22 marzo 2004) è stato un critico letterario, poeta e antifascista italiano.

## Biografia
Nato e cresciuto ad Avellino, dove conosce Guido Dorso, Muscetta si laurea nel 1934 a Firenze con una tesi su Francesco De Sanctis e la Francia. 
Nel 1937, si iscrive al Partito Nazionale Fascista ottenendo un posto di insegnamento a Pescara. Il 10 novembre 1939 partecipa ai Littoriali e si classifica primo in politica educativa. L'anno dopo, insieme a Giaime Pintor, entra a far parte della commissione giudicatrice dei Prelittoriali. Di formazione crociana, collabora nei primi anni quaranta alla rivista di Giuseppe Bottai, Primato. Per il gerarca fascista ha parole di grande ammirazione intellettuale.
Si accosta successivamente al marxismo, e nel 1943 viene arrestato per cospirazione antifascista unitamente a Leone Ginzburg, che troverà poi la morte durante la prigionia a via Tasso. A lui Muscetta dedicò Cultura e poesia di G. G. Belli, uno dei libri suoi più famosi, insieme agli studi su Boccaccio e su De Sanctis.
Nel dopoguerra si iscrive al Partito d'Azione, per poi passare al Partito Comunista Italiano da cui si allontanerà nel 1957, per alcune divergenze con Palmiro Togliatti.
Svolge l'attività di professore di letteratura italiana presso le università di Catania e di Roma dal 1963 al 1983, nonché alla Sorbona di Parigi.
Dirige per l'Einaudi l'edizione delle opere del conterraneo Francesco De Sanctis e il Parnaso Italiano, per la Feltrinelli la Biblioteca dei classici italiani, per Laterza la monumentale Letteratura italiana. Storia e testi in 10 volumi e 20 tomi. Collabora a numerosi quotidiani e periodici. Studia a fondo l'opera poetica di Giuseppe Gioachino Belli e Vincenzo Padula. Traduce, fra l'altro, I fiori del male di Baudelaire, oltre a scrivere versi in proprio (Versi e versioni del 1986).
Nel 1956, in qualità di direttore della rivista Società, raccoglie le firme di un manifesto di deplorazione dell'intervento sovietico in Ungheria, che viene sottoscritto da numerosi intellettuali di sinistra, noto come Manifesto dei 101.

## Opere principali
- Avventure e scoperte, Firenze, Sansoni, 1941
- Metello e la crisi del neorealismo (1955)
- Realismo e controrealismo (1958)
- Ritratti e letture (1961)
- Cultura e poesia in Giuseppe Gioachino Belli (1961)
- Giovanni Boccaccio (1972)
- Realismo, neorealismo, controrealismo (1976)
- Leopardi. Schizzi, studi e letture (1976)
- Gli eredi di Protopopov. Dissensi, consensi, indignazioni (1977)
- Studi sul De Sanctis (Bonacci, Roma 1980)
- Boccaccio (1981)
- Pace e guerra nella poesia contemporanea da Alfonso Gatto a Umberto Saba (1984)
- Versi e versioni (1986)
- Don Chisciotte in Sicilia. Pagine di letteratura militante (Edizioni del Prisma, Catania 1987)
- Il Papa che sorrise al Belli (Lucarini, Roma 1989)
- Giudizio di valore, Pagine critiche di storicismo integrale (Bonacci, Roma 1992)
- L'erranza, memorie in forma di lettere (1992)